# Равина
Равина је насеље у Италији у округу Тренто, региону Трентино-Јужни Тирол.
Према процени из 2011. у насељу је живело 3093 становника. Насеље се налази на надморској висини од 222 м.